# Blumeodendron kurzii
Blumeodendron kurzii là một loài thực vật có hoa trong họ Đại kích. Loài này được (Hook.f.) J.J.Sm. ex Koord. & Valeton mô tả khoa học đầu tiên năm 1910.